# Ledereragrotis alpherakii
Ledereragrotis alpherakii är en fjärilsart som beskrevs av Hugo Theodor Christoph 1893. Ledereragrotis alpherakii ingår i släktet Ledereragrotis och familjen nattflyn. Inga underarter finns listade i Catalogue of Life.